# Mord in der Toskana
Mord in der Toskana (alternativ Wer rächt meine Tochter, orig. Delitti privati) ist eine vierteilige Miniserie der RAI, Immagine e Cinema und der deutschen Beta Film unter Regie von Sergio Martino. Rai 1 zeigte die Serie ab 24. Januar 1993, die deutsche Fassung lief erstmals ab 19. Juli 1994 auf ORF eins. In Deutschland war sie ab 30. November 1994 auf Sat.1 zu sehen.

## Handlung
Die Geschichte, die in Lucca spielt, beginnt mit dem Tod des Geschäftsmannes Marco Pierboni im Garten seiner Villa außerhalb der Stadt, auch wenn der Körper in der Nähe seiner Fabrik gefunden wird. Gleichzeitig verschwindet während ihres Studiums in einem Wintergarten die junge Sandra Durani und wird später tot am Ufer des Flusses Serchio aufgefunden. Zur gleichen Zeit zirkulieren in der Stadt eine Reihe von anonymen Briefen und schaffen ein Klima des Misstrauens in die Untersuchung. Paolo Roversi, ein Freund von Sandra, wird beim Versuch sich zu entlasten vom Vorwurf des Doppelmordes, selbst ermordet.
Als Reaktion auf diese Verbrechen beginnt Nicole Venturi, französische Journalistin und Mutter von Sandra, die eng mit ihrem Kollegen Andrea Baresi zusammenarbeitet, den Fall von Polizeichef Stefano Avanzo näher zu betrachten und die Identität des Mörders zu entlarven. Als dieser stellt sich Severa Scali heraus, Unternehmerin und Gouvernante der Villa Pierboni und beste Freundin von Nicole, um den Tod der eigenen Tochter zu rächen. Diese beging Suizid, als sie von Marco Pierboni verlassen wurde. Der dritte Mord wurde von Scali begangen aufgrund der Tatsache, dass Paolo Roversi etwas mit dem Diebstahl von Gemälden zu tun hatte.
Unmittelbar nach dem Bekenntnis der Scali entdeckt Nicole Venturi auch die Verfasser der anonymen Briefe. Die zehn Briefe insgesamt, mit Ausnahme des letzten, von Dr. Guido Braschi verfasst in einem verzweifelten Versuch, Matilde Pierboni weitere Schmerzen zu ersparen, wurden von Filippo Pierboni, dem Sohn der Unternehmerin, geschrieben, der in seiner Verzweiflung ebenfalls den Freitod suchte, aber nicht fand.
In der letzten Szene begrüßt Nicole ihren Freund und Kommissar Avanzo vor dem Verlassen Luccas vor dem Zug, und beide versprechen einander, dass sie früher oder später sich wieder treffen werden.